# Ipomoea dubia
Ipomoea dubia là một loài thực vật có hoa trong họ Bìm bìm. Loài này được (M. Martens & Galeotti) Hemsl. mô tả khoa học đầu tiên năm 1882.